# Netta erythrophthalma
El pato morado (Netta erythrophthalma), también denominado pato castaño, pato negro o pato de ojos rojos,  es una especie de ave anseriforme de la familia Anatidae, que habita en Sudamérica y el centro y sur de África

## Descripción
Alcanza una longitud corporal de 48 a 51 cm. En vuelo se nota que las alas se despliegan relativamente lejos en el cuerpo.
Presenta un notorio dimorfismo sexual. El macho tiene la cabeza negra y el cuello morado. El iris es rojo. El pecho es negro brillante, mientras que el resto del cuerpo es marrón oscuro, casi uniforme o caoba. El plumaje del dorso es marrón u oliva. La cola trasera en el vientre y el manto son rojizas. Las plumas de la cola son de color marrón negruzco y la superficie del ala superior es de un negro espejo. El pico es de color azul grisáceo con un clavo negro. Las patas son de color azul grisáceo a negro.
La plumaje hembra es predominantemente de color castaño rojizo y en la espalda marrón más oscuro, mientras que los flancos son más rojizos. La cara es de color blanco en la base del pico y en una media luna entre el cuello y los ojos. Desde el final del pico de la cresta se dibuja una amplia banda de color marrón. El iris es de color marrón. Su pico es gris pizarra.
Las aves jóvenes se parecen a la hembra adulta, pero las marcas blancas de la cara se notan menos. Los polluelos son de color castaño oliváceo en la parte posterior del cuello y la espalda. La frente, la garganta y la cara son de color amarillo pálido, las orejas de oliva-marrón.

## Distribución yhábitat
La subespecie N. e. erythrophthalma se distribuye en América del Sur, en Venezuela, Trinidad y Tobago, Colombia, Ecuador, Perú, Brasil, Bolivia, Argentina y Chile; y la subespecie N. e. brunnea en África, en Angola, Botsuana, Burundi; República Democrática del Congo, Eritrea, Etiopía, Kenia, Lesoto, Malawi, Mozambique, Namibia, Ruanda, Somalía, África del Sur, Sudán, Suazilandia, Tanzania, Uganda, Zambia y Zimbabue.

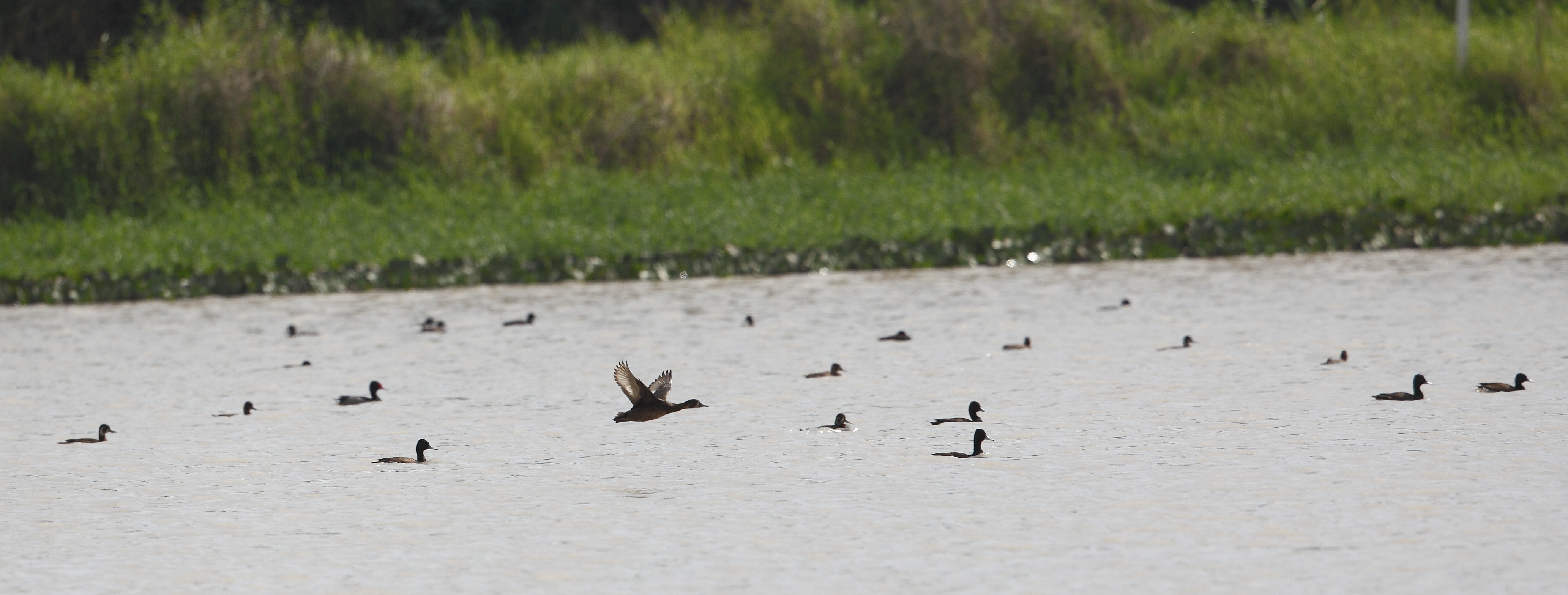
Una bandada de pato morado (Netta erythrophthalma) en laguna de Tremembé, estado de São Paulo, Brasil.

Necesita agua dulce con una rica vegetación sumergida. Vive generalmente en lagos, lagunas o pantanos de diferentes tamaños y profundidades, permanentes o temporales. En Brasil ha ampliado su área de distribución a los embalses que se construyeron en la meseta central. En Venezuela, también vive en los campos de arroz. Por lo general, evita los ríos y las aguas turbias.

## Comportamiento
Esta especie es parcialmente migratoria en parte y hace viajes locales y de larga distancia por el sur de África.congregarse en la parte central de su gama (Zambia, Tanzania) en la mitad del año con el fin de aparearse. Durante la temporada de reproducción del Sur pato de mar se encuentra generalmente en parejas o individualmente pequeños grupos. Durante la temporada no reproductiva de la especie es relativamente sociable, con bandadas de varios cientos de aves (una concentración de 5.000 aves se registró una vez). Estas congregaciones grandes por lo general sólo se producen durante la estación seca, bajo la presión de la reducción de las superficies de agua.

## Alimentación
Es el más activo buscando su alimento por la mañana temprano y luego por la noche. En el intervalo pasa tratando de descansar en la orilla o en el agua. Busca su alimento principalmente buceando. También come vegetales que crecen sobre la superficie del agua. Se alimenta principalmente de semillas de plantas de agua y en menor proporción de partes verdes de las plantas. Consume arroz. Aunque su dieta es principalmente vegetariana consume también escarabajos, caracoles, hormigas, hemípteros y crustáceos.

## Reproducción
Construye un nido en forma de cubeta con de material vegetal, que suele estar bien escondido en la vegetación de altura emergente, como los papiros, cañas o juncos, ya sea por encima del agua, a lo largo del banco o sobre la hierba alta en el agua. Tiene un diámetro de 17,5 a 28 cm y es de 10 a 23 cm de profundidad. Ocasionalmente sirven como nidos los agujeros antiguos de hormigueros o nidos viejos de otras aves acuáticas.
Los huevos son de color blanco a castaño claro. Sólo la hembra los incuba. El período de incubación es de 23 a 26 días, en el curso de la cual se debilita el vínculo de pareja entre macho y hembra. Por regla general, los machos dejan a las hembras la cría y se retiran a la zona de muda. A veces los machos se mantienen con la hembra. Los polluelos empluman después de 7 a 8 semanas. Alcanzan la madurez sexual en su primer año.